# 원대역 (경부선)
원대역(院垈驛)은 대구광역시 중구 달성네거리에 지어질 대경선 광역전철의 전철역이다.
해당역이 개통되면 대구 도시철도 3호선 달성공원역과 환승이 될 예정이며, 역명은 아직 미정이다.

## 연혁
- 2024년 10월 : 국가철도공단 원대역 신설 타당성 검증용역 통과[1]
- 2024년 10월 14일 : 국토교통부 장관의 사업 승인, 역 신설 확정.[2]

## 승강장
| ↑ 서대구 |
| \| １    |
| 대구 ↓   |

| 2 | ● 대경선 | 사곡 · 구미 방면   |
| 1 | ● 대경선 | 동대구 · 경산 방면 |

## 역 주변
- 대구중구보건소
- 적십자혈액원
- DGB대구은행파크

## 인접한 역
| 대경선 (경부선)       | 대경선 (경부선) | 대경선 (경부선)     |
| --------------------- | --------------- | ------------------- |
| K115 서대구 구미 방면 | ● 대경선        | K117 대구 경산 방면 |